# Jonas Gladnikoff
Jonas Gladnikoff (født 11. januar 1985) er en svensk sangskriver der bor i Ålandsøerne, der blandt andet har været med til at skrive sange til Melodi Grand Prix i Litauen, Albanien og Bulgarien. Han deltog i Dansk Melodi Grand Prix 2009 med sangen "Someday" skrevet sammen med Christina Schilling, Henrik Szabo og Daniel Nilsson.
"Someday" blev sunget af den islandske stjernediva Hera Björk.
I 2016 blev var en af hans sange med i Dansk Melodi Grand Prix. Det var sangen Who Needs a Heart, som han havde skrevet sammen med Sara Ljunggren og som Kristel Lisberg skulle synge.